# Esmeraldo de Situ Orbis

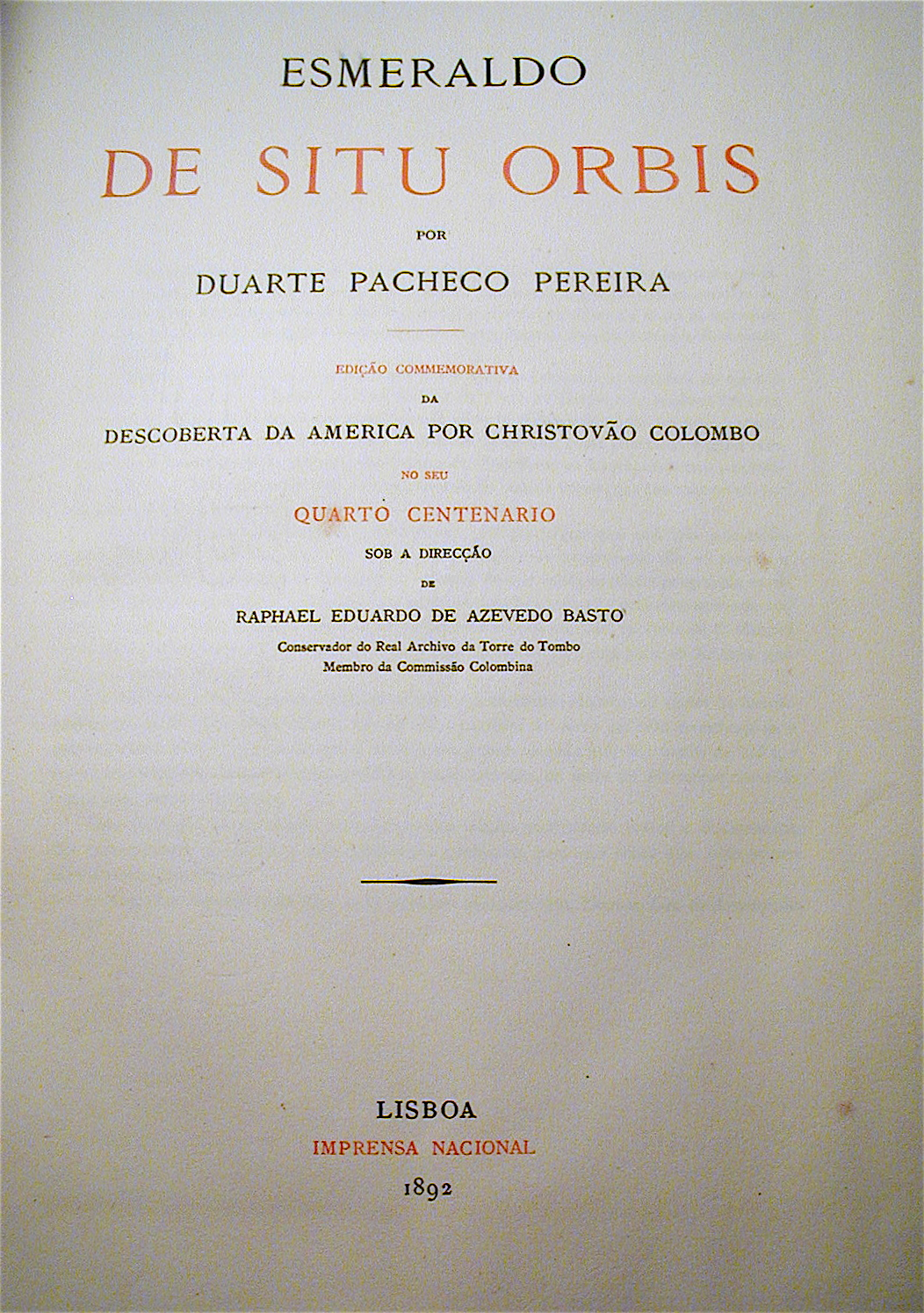
Capa da 1^{a} edição (1892).

Esmeraldo de situ orbis é um manuscrito de autoria do cosmógrafo português Duarte Pacheco Pereira.
Dedicada ao rei D. Manuel I de Portugal (1495-1521), a obra foi montada em cinco partes, com um total de duzentas páginas, em 1506. Conforme descrito nas próprias palavras do autor, trata-se de uma obra de "cosmografia e marinharia". Apesar do título em latim, foi escrita em língua portuguesa, contendo as coordenadas geográficas de latitude e longitude de todos os portos conhecidos no seu tempo.

## Quatro Livros
A obra está dividida em quatro livros, ainda que seja impressa num único volume:
- Prólogo
- Primeiro Livro : (inclui Descobrimentos do Infante D. Henrique) - 33 capítulos
- Segundo Livro  : Descobrimentos de D. Afonso V - 11 capítulos
- Terceiro Livro : Descobrimentos de D. João II - 9 capítulos
- Quarto Livro   : Descobrimentos de D. Manuel - 6 capítulos

Duarte Pacheco Pereira faz referência a vários mapas inclusos, mas que desapareceram por completo.

## Decifração do título
De acordo com a recente pesquisa do historiador português Jorge Couto, da Universidade de Lisboa, a obra esteve perdida durante quase quatro séculos, devido à natureza confidencial das suas informações. O seu título encontra-se cifrado:
- "Esmeraldo" seria, segundo Couto, na senda de Luciano António Pereira da Silva, um anagrama onde se encontram associadas as iniciais, em latim, dos nomes de Manuel (Emmanuel), o soberano, e Duarte (Eduardus), o cosmógrafo.
- "De situ orbis" poderia ser traduzido como "Dos sítios da Terra", título da obra de Pompônio Mela, o mais científico dos geógrafos romanos, que terá inspirado Duarte Pacheco Pereira.[1]

O título "Esmeraldo De situ orbis", significaria, dessa forma, "O tratado dos novos lugares da Terra, por Manuel e Duarte".
Existem, todavia, outras hipóteses de decifração do título. O historiador Joaquim Barradas de Carvalho, seguindo as pisadas de Lindolfo Gomes, avançou em 1963 uma solução para a palavra Esmeraldo, que, segundo ele, não poderia ser um anagrama, antes significaria Pacheco (o nome do autor), já que na Pérsia e na Índia a pedra preciosa esmeralda se dizia pachec, como Duarte Pacheco sabia. Esmeraldo De Situ Orbis seria, assim, o "De Situ Orbis de Pacheco, [...] destinado a substituir o De Situ Orbis da antiguidade, o de Pompónio Mela".
D. Manuel I terá considerado tão valiosas as informações náuticas, geográficas e econômicas reunidas na obra que jamais permitiu que ela viesse a público. A obra consistiria num minucioso relato de viagens não só às Américas como à costa de África, principal fonte da riqueza comercial de Portugal no século XV.

## Sobre o Brasil
Em relação ao Brasil, apresenta informações no segundo capítulo da primeira parte. Resumidamente, o trecho relata:
"Como no terceiro ano de vosso reinado do ano de Nosso Senhor de mil quatrocentos e noventa e oito, donde nos vossa Alteza mandou descobrir a parte ocidental, passando além a grandeza do mar Oceano, onde é achada e navegada uma tam grande terra firme, com muitas e grandes ilhas adjacentes a ela e é grandemente povoada. Tanto se dilata sua grandeza e corre com muita longura, que de uma arte nem da outra não foi visto nem sabido o fim e cabo dela. É achado nela muito e fino brasil com outras muitas cousas de que os navios nestes Reinos vem grandemente povoados."
É, assim, um dos primeiros manuscritos portugueses a mencionar a costa brasileira e a abundância de pau-brasil (Caesalpinia echinata) nela existente.
A hipotética viagem está embasada exclusivamente no relato do explorador em seu livro. O texto, contudo, é ambíguo: Pacheco Pereira diz textualmente que o rei de Portugal "mandou descobrir a parte ocidental", o que sugere que ele falava não de suas explorações, mas de tudo que já fora explorado por vários navegadores e era conhecido em 1505. Esta visão é reforçada pelas latitudes e longitudes informadas, que vão da Groenlândia ao atual Sul do Brasil. Além disso, a possibilidade da existência de uma política de sigilo dos monarcas portugueses, escrita na primeira metade do século XX pelo historiador Damião Peres, não se sustenta, uma vez que era prática comum, na ausência de um tratado, reclamar a soberania de uma terra publicitando a sua descoberta.
No Atlântico Sul, entre as ilhas oceânicas, apresenta, com suas "ladezas" (latitudes) conhecidas à época:
- A ilha de Sam Lourenço (ilha de Fernando de Noronha);
- A ilha d'Acensam (ilha da Trindade);[desambiguação necessária]
- A ilha de S. Crara (ilha de Santana, ao largo de Macaé) e;
- O cabo Frio.

Ainda no Atlântico Sul, omite, nessa lista, a ilha de Santa Helena e a atual Ilha de Ascensão.

## Um manuscrito secreto
O manuscrito era, de fato, tão precioso, que, em 1573, uma cópia foi remetida secretamente para Filipe II da Espanha por um espião italiano, Giovanni Gesio, a serviço na embaixada espanhola em Lisboa. Pela missão, Gesio foi regiamente recompensado, encontrando-se o recibo do pagamento pelos seus serviços atualmente na biblioteca do Mosteiro do Escorial, na Espanha.
O manuscrito só veio a ser publicado em 1892, a partir da localização de duas cópias: a primeira numa biblioteca de Lisboa e a outra na Biblioteca Pública de Évora.
De acordo com um dos mais importantes biógrafos de Duarte Pacheco Pereira, o historiador português Joaquim Barradas de Carvalho, que viveu exilado no Brasil na década de 1960, o "Esmeraldo de situ orbis", mais do que um roteiro de viagem, é uma obra de erudição e uma síntese de todos os conhecimentos de navegação acumulados pelos portugueses nos séculos XIV e XV.